# Ehren Kruger
Ehren Kruger (Alexandria, 5 ottobre 1972) è uno sceneggiatore e produttore cinematografico statunitense.

## Biografia
Nato e cresciuto ad Alexandria, in Virginia, ha studiato alla Thomas Jefferson High School for Science and Technology, diplomandosi nel 1990; in seguito ha frequentato la New York University. La sua prima sceneggiatura risale al 1999 per il film di Mark Pellington Arlington Road - L'inganno. In seguito ha scritto Scream 3, Impostor, The Ring e The Ring 2, e per The Ring è stato candidato al premio Bram Stoker per la miglior sceneggiatura. Tra gli altri film da lui sceneggiati, vi sono The Skeleton Key, I fratelli Grimm e l'incantevole strega, Transformers - La vendetta del caduto e il sequel Transformers 3. Tornerà inoltre a sceneggiare il quarto capitolo dei Transformers diretto nuovamente da Michael Bay, in uscita nel 2014. Parallelamente al lavoro di sceneggiatore, lavora come assistente esecutivo per la Fox Broadcasting Company.

## Filmografia

### Sceneggiatore

#### Cinema
- Arlington Road - L'inganno (Arlington Road), regia di Mark Pellington (1999)
- File: Programma mortale (New World Disorder), regia di Richard Spence (1999)
- Scream 3, regia di Wes Craven (2000)
- Trappola criminale (Reindeer Games), regia di John Frankenheimer (2000)
- Impostor, regia di Gary Fleder (2001)
- The Ring, regia di Gore Verbinski (2002)
- The Ring 2 (The Ring Two), regia di Hideo Nakata (2005)
- The Skeleton Key, regia di Iain Softley (2005)
- I fratelli Grimm e l'incantevole strega (The Brothers Grimm), regia di Terry Gilliam (2005)
- Blood and Chocolate (Blood and Chocolate), regia di Katja von Garnier (2007)
- Transformers - La vendetta del caduto (Transformers: Revenge of the Fallen), regia di Michael Bay (2009)
- Transformers 3 (Transformers: Dark of the Moon), regia di Michael Bay (2011)
- Transformers 4 - L'era dell'estinzione (Transformers: Age of Extinction), regia di Michael Bay (2014)
- Ghost in the Shell, regia di Rupert Sanders (2017)
- Dumbo, regia di Tim Burton (2019)
- Top Gun: Maverick, regia di Joseph Kosinski (2022)
- F1 - Il film (F1: The Movie), regia di Joseph Kosinski (2025)

#### Televisione
- Killers in the House, regia di Michael Schultz (1998)
- Tin Man, regia di D.J. Caruso (2014)

### Produttore
- Blood and Chocolate, regia di Katja von Garnier (2007)
- Scream 4, regia di Wes Craven (2011)
- Dream House, regia di Jim Sheridan (2011)
- The Ring 3, regia di F. Javier Gutiérrez (2017)
- Ofelia - Amore e morte (Ophelia), regia di Claire McCarthy (2018)
- Dumbo, regia di Tim Burton (2019)

## Riconoscimenti
- Premio Oscar
  - 2023 - Candidatura alla miglior sceneggiatura non originale per Top Gun: Maverick
- Saturn Award
  - 2000 - Candidatura alla miglior sceneggiatura per Arlington Road - L'inganno
- Razzie Awards
  - 2010 - Peggior sceneggiatura per Transformers - La vendetta del caduto
  - 2012 - Candidatura alla peggior sceneggiatura per Transformers 3
  - 2015 - Candidatura alla peggior sceneggiatura per Transformers 4 - L'era dell'estinzione